# Salvador, Brasilien
Salvador är en stad och kommun i delstaten Bahia i östra Brasilien. Staden ligger på en halvö vid atlantkusten och är en viktig hamnstad i regionen Recôncavo Baiano. Salvadors historiska centrum är sedan 1985 klassat som ett världsarv. Folkmängden uppgår till cirka 2,9 miljoner invånare, med cirka 3,9 miljoner invånare i hela storstadsområdet.
Salvador hette från början São Salvador da Baía de Todos os Santos, ungefär "Den helige frälsarens stad vid av alla helgons vik", och kallades Bahia eller Salvador Bahia i till exempel kartböcker från 1900-talets första hälft efter den vik, Allhelgonaviken, som omger staden.[källa behövs]

## Historia

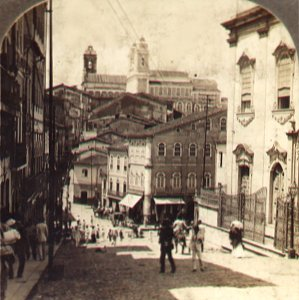
Gatuscen från Salvador, omkring 1900.

Den bosättning som grundades 1549 av Thomé de Souza blev snabbt Brasiliens viktigaste hamnstad, ett centrum för sockerindustrin och slavhandeln. 1552 blev staden biskopssäte, och katedralen stod färdig 1572. 1583 hade Salvador 1 600 invånare. Holländare erövrade och plundrade staden i maj 1624  och höll den till dess portugiserna med Spaniens understöd återtog den i april följande år.
Staden delades upp i en nedre och en övre del, cidade baixa och cidade alta, med katedralen och administrativa byggnader i den senare.
Salvador var Brasiliens huvudstad fram till 1763 då Rio de Janeiro övertog rollen. Staden blev ett centrum för den brasilianska självständighetsrörelsen och attackerades därför 1812 av portugisiska trupper. Den deklarerades officiellt befriad först 2 juli 1823.
1948 hade Salvador 340 000 invånare och var Brasiliens fjärde största stad. Vid folkräkningen 2010 var Salvador med sina 2,7 miljoner invånare landets tredje folkrikaste, efter São Paulo och Rio de Janeiro.

## Salvador idag
1985 upptogs stadens historiska centrum på Unescos världsarvslista och genomgick ett renoveringsprogram under 1990-talet då bland annat Pelourinho, det historiska torget där afrikanska slavar en gång auktionerades ut, restaurerades. I Salvador finns många byggnader från kolonialtiden, och förutom Brasiliens första katedral rymmer staden 350 kyrkor, vilket givit den epitetet "Det svarta Rom". Dessutom finns här landets äldsta medicinhögskola. Staden har flera universitet, bland andra Universidade Federal da Bahia och Universidade do Estado da Bahia.
Salvador, som är bland annat Gilberto Gils födelsestad, är idag centrum för den återuppståndna afrikanska kulturen i Brasilien. Vid sidan om yoruba, candomblé, capoeira etcetera, gör sig det afrikanska arvet påmint även i matlagning och musikformer som axé, afoxé och naturligtvis samban och den för Salvador karakteristiska sambareggaen. Staden är även berömd för sina karnevaler där stadens många dansskolor och musikgrupper uppträder och är ett vanligt resmål för turister från övriga Brasilien, USA och Europa. I Salvadors slumområden är sanitetsproblemen stora och en tredjedel av stadens befolkning saknar både avlopp och septiktank. I vissa områden i Salvador är levnadsstandarden hög medan det i slumområdena är mycket fattigt.

## Administrativ indelning

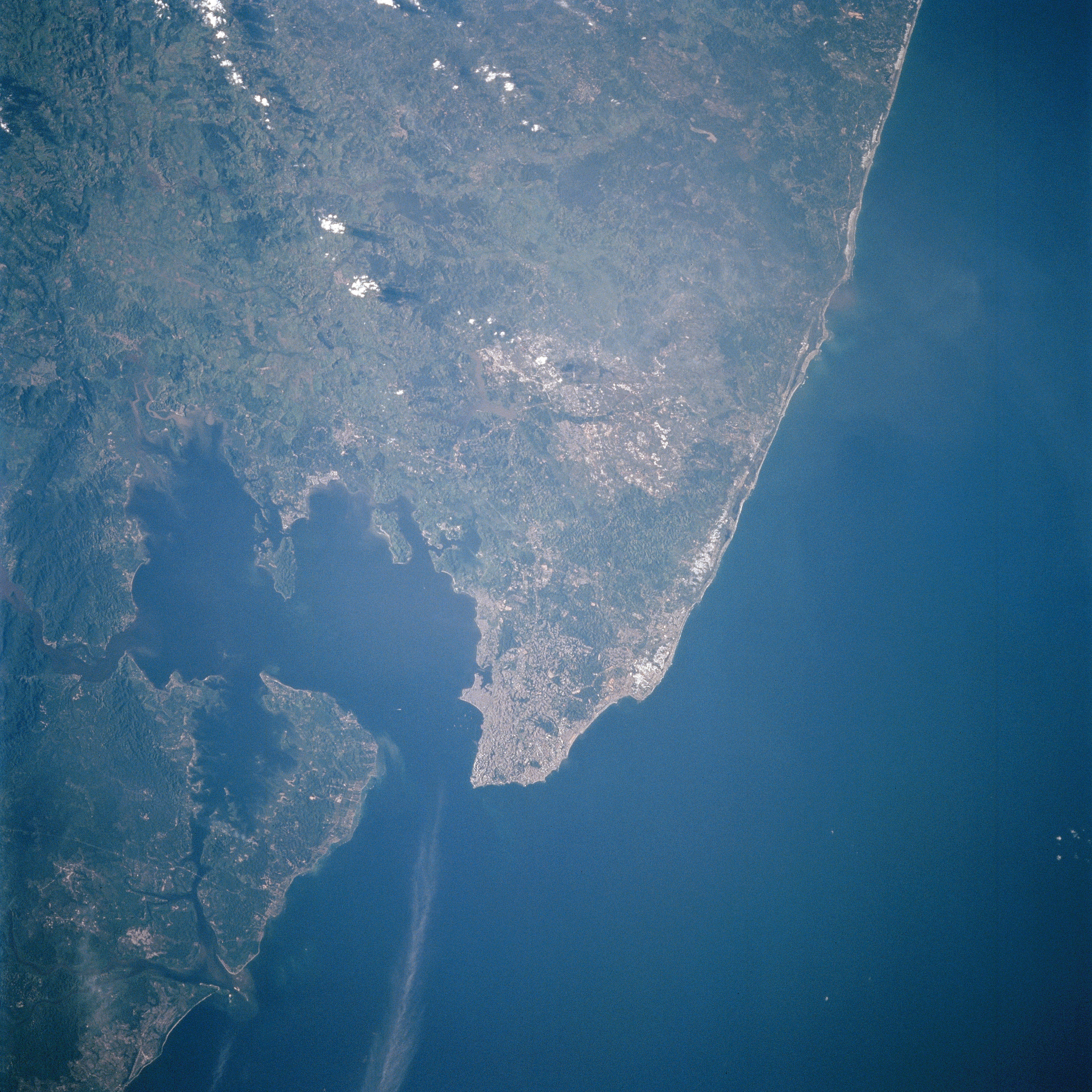
Satellitbild över Salvador med omgivning.

Kommunen var år 2010 indelad i ett distrikt, Salvador, som i sin tur var uppdelat i 22 underdistrikt:
- Amaralina
- Brotas
- Conceição da Praia
- Itapoã
- Maré
- Mares
- Nazaré
- Paripe
- Passo
- Penha
- Periperi
- Pilar
- Pirajá
- Plataforma
- Santana
- Santo Antônio
- São Caetano
- São Cristovão
- São Pedro
- Sé
- Valéria
- Vitória

## Befolkningsutveckling
| Område          | Areal (km²)   | Invånarantal 1 augusti 2000 | Invånarantal 1 augusti 2010 | Invånarantal 1 juli 2014 |
| --------------- | ------------- | --------------------------- | --------------------------- | ------------------------ |
| Storstadsområde | 4 353,90      | 3 127 164                   | 3 573 973                   | 3 919 864                |
| Kommun          | 693,28        | 2 443 107                   | 2 675 656                   | 2 902 927                |
| Centralort      | Ingen uppgift | 2 442 102                   | 2 674 923                   | Ingen uppgift            |

Karta över Salvadors storstadsområde.

Storstadsområdet bildades officiellt den 8 juni 1973 genom en sammanräkning av åtta kommuner. Området har därefter gradvis utökats och bestod 2009 av tretton kommuner. Kommunerna är Camaçari, Candeias, Dias d'Ávila, Itaparica, Lauro de Freitas, Madre de Deus, Mata de São João, Pojuca, Salvador, São Francisco do Conde, São Sebastião do Passé, Simões Filho och Vera Cruz.

## Kända personer från Salvador och dess närområde
- Adriana Lima, supermodell
- Bebeto, fotbollsspelare
- Carlinhos Brown, musiker
- Daniel Alves, fotbollsspelare
- Gilberto Gil, sångare
- Jorge Amado, författare
- Tony Kanaan, racerförare
- Dante Bonfim Costa Santos, fotbollsspelare

## Vänorter
Salvadors vänorter är:
| - Los Angeles, USA 1962 - Lissabon, Portugal 1985 - Angra do Heroísmo, Portugal 1985 - Cascais, Portugal 1985 - Cotonou, Benin 1987 | - Pontevedra, Spanien 1992 - Havanna, Kuba 1993 - Sciacca, Italien 2001 - Harbin, Kina 2003 |